# Збірна Нігерії з футболу
Збі́рна Ніге́рії з футбо́лу — команда, яка представляє Нігерію на міжнародних турнірах і матчах з футболу. Керівна організація — Федерація футболу Нігерії.

## Чемпіонат світу
- 1930-1958 — не брала участі
- 1962 — не пройшла кваліфікацію
- 1966 — відмовилася від участі
- 1970-1990 — не пройшла кваліфікацію
- 1994 — ⅛ фіналу
- 1998 — ⅛ фіналу
- 2002 — груповий турнір
- 2006 — не пройшла кваліфікацію
- 2010 — груповий турнір
- 2014 — ⅛ фіналу
- 2018 — груповий турнір
- 2022 — не пройшла кваліфікацію

## Кубок Африки
| - 1957 — не брала участі - 1959 — не брала участі - 1962 — не пройшла кваліфікацію - 1963 — груповий турнір - 1965 — не брала участі - 1968 — не пройшла кваліфікацію - 1970 — відмовилася від участі - 1972 — не пройшла кваліфікацію - 1974 — не пройшла кваліфікацію - 1976 — третє місце - 1978 — третє місце - 1980 — чемпіон - 1982 — груповий турнір - 1984 — друге місце - 1986 — не пройшла кваліфікацію - 1988 — друге місце |  | - 1990 — друге місце - 1992 — третє місце - 1994 — чемпіон - 1996 — вийшла із змагань - 1998 — дискваліфікована - 2000 — друге місце - 2002 — третє місце - 2004 — третє місце - 2006 — третє місце - 2008 — чвертьфінал - 2010 — третє місце - 2012 — не пройшла кваліфікацію - 2013 — чемпіон - 2015 — не пройшла кваліфікацію - 2017 — не пройшла кваліфікацію - 2019 — третє місце - 2021 — ⅛ фіналу - 2023 — друге місце |

### Поточний склад
Наступні гравці були викликані на товариський матч проти Португалії 17 листопада 2022 року.
Матчі та голи вірні станом на 17 листопада 2022 року, після матчу проти Португалії.
| №  | Поз. | Гравець               | Дата народження (вік)        | Ігри | Голи | Клуб             |
| -- | ---- | --------------------- | ---------------------------- | ---- | ---- | ---------------- |
| 1  |      | Мадука Окоє           | 28 серпня 1999 (25 років)    | 16   | 0    | Вотфорд          |
| 16 |      | Адебайо Аделеє        | 17 травня 2000 (24 роки)     | 0    | 0    | Хапоель Єрусалим |
| 23 |      | Френсіс Узохо         | 28 жовтня 1998 (26 років)    | 27   | 0    | Омонія           |
|    |      |                       |                              |      |      |                  |
| 2  |      | Брайт Осаї-Семюел     | 31 грудня 1997 (27 років)    | 1    | 0    | Фенербахче       |
| 3  |      | Ебубе Дуру            | 31 липня 1999 (25 років)     | 0    | 0    | Лобі Старс       |
| 5  |      | Вільям Трост-Еконг () | 1 вересня 1993 (31 рік)      | 63   | 4    | Вотфорд          |
| 6  |      | Кевін Акпогума        | 19 квітня 1995 (29 років)    | 6    | 0    | Гоффенгайм 1899  |
| 17 |      | Келвін Бессі          | 31 грудня 1999 (25 років)    | 8    | 0    | Аякс             |
| 20 |      | Чидозі Авазьєм        | 1 січня 1997 (28 років)      | 28   | 1    | Хайдук Спліт     |
| 21 |      | Тайронн Ебуехі        | 16 грудня 1995 (29 років)    | 10   | 0    | Емполі           |
| 22 |      | Сопуручукву Оньємаечі | 3 квітня 1999 (25 років)     | 0    | 0    | Фейренсі         |
|    |      |                       |                              |      |      |                  |
| 4  |      | Вілфред Ндіді         | 16 грудня 1996 (28 років)    | 48   | 0    | Лестер Сіті      |
| 8  |      | Пітер Етебо           | 9 листопада 1995 (29 років)  | 45   | 3    | Аріс Салоніки    |
| 10 |      | Джо Арібо             | 21 липня 1996 (28 років)     | 21   | 2    | Саутгемптон      |
| 14 |      | Френк Оньєка          | 1 січня 1998 (27 років)      | 9    | 0    | Брентфорд        |
| 18 |      | Алекс Івобі           | 3 травня 1996 (28 років)     | 61   | 10   | Евертон          |
|    |      |                       |                              |      |      |                  |
| 7  |      | Адемола Лукман        | 20 жовтня 1997 (27 років)    | 6    | 1    | Аталанта         |
| 9  |      | Сіріл Дессерс         | 8 грудня 1994 (30 років)     | 4    | 1    | Кремонезе        |
| 11 |      | Самуель Чуквуезе      | 22 травня 1999 (25 років)    | 25   | 4    | Вільярреал       |
| 12 |      | Терем Моффі           | 25 травня 1999 (25 років)    | 8    | 3    | Лор'ян           |
| 13 |      | Еммануель Денніс      | 15 листопада 1997 (27 років) | 8    | 1    | Ноттінгем Форест |
| 15 |      | Мойзес Сімон          | 12 липня 1995 (29 років)     | 55   | 7    | Нант             |
| 19 |      | Пол Онуачу            | 28 травня 1994 (30 років)    | 17   | 3    | Генк             |